# Verbandsgemeinde Bad Ems

Lage der Verbandsgemeinde im Rhein-Lahn-Kreis

Die Verbandsgemeinde Bad Ems war eine Gebietskörperschaft im Rhein-Lahn-Kreis in Rheinland-Pfalz. Der Verbandsgemeinde gehörten die Stadt Bad Ems und acht weitere Ortsgemeinden an. 2019 erfolgte die Fusion mit der Verbandsgemeinde Nassau zur neuen Verbandsgemeinde Bad Ems-Nassau.

## Verbandsangehörige Gemeinden
| Ortsgemeinde, Stadt      | Fläche (km²) | Einwohner |
| ------------------------ | ------------ | --------- |
| Arzbach                  | 9,93         | 1.666     |
| Bad Ems, Stadt           | 15,36        | 9.568     |
| Becheln                  | 4,41         | 668       |
| Dausenau                 | 9,83         | 1.262     |
| Fachbach                 | 2,23         | 1.257     |
| Frücht                   | 5,53         | 556       |
| Kemmenau                 | 3,76         | 481       |
| Miellen                  | 2,05         | 365       |
| Nievern                  | 4,28         | 967       |
| Verbandsgemeinde Bad Ems | 57,39        | 16.790    |

(Einwohner am 31. Dezember 2017)

## Geschichte
Die Verbandsgemeinde Bad Ems entstand im Jahr 1972 im Zuge einer Verwaltungsreform im Land Rheinland-Pfalz.
Zum 1. Januar 2019 fusionierte sie mit der Verbandsgemeinde Nassau zur neuen Verbandsgemeinde Bad Ems-Nassau.

## Bevölkerungsentwicklung
Die Entwicklung der Einwohnerzahl bezogen auf das Gebiet der Verbandsgemeinde Bad Ems zum Zeitpunkt der Auflösung; die Werte von 1871 bis 1987 beruhen auf Volkszählungen:
| Jahr | Einwohner |
| 1815 | 3.564     |
| 1835 | 6.247     |
| 1871 | 10.124    |
| 1905 | 11.541    |
| 1939 | 12.725    |
| 1950 | 14.974    |

| Jahr | Einwohner |
| 1961 | 15.818    |
| 1970 | 16.902    |
| 1987 | 16.793    |
| 1997 | 17.786    |
| 2005 | 17.129    |
| 2017 | 16.790    |

## Verbandsgemeinderat
Der Verbandsgemeinderat Bad Ems bestand aus 32 ehrenamtlichen Ratsmitgliedern, die bei der Kommunalwahl am 25. Mai 2014 in einer personalisierten Verhältniswahl gewählt wurden, und dem hauptamtlichen Bürgermeister als Vorsitzendem.
Die Sitzverteilung im Verbandsgemeinderat:
| Wahl | SPD | CDU | GRÜNE | FDP | FWG | Gesamt   |
| ---- | --- | --- | ----- | --- | --- | -------- |
| 2014 | 13  | 11  | 2     | –   | 6   | 32 Sitze |
| 2009 | 11  | 11  | 2     | 1   | 7   | 32 Sitze |
| 2004 | 11  | 14  | 2     | 1   | 4   | 32 Sitze |

- Freie Wählergruppe Stadt und Verbandsgemeinde Bad Ems e. V.

## Bürgermeister
Bürgermeister der Verbandsgemeinde Bad Ems:
1. 1972–1992: Willi Diel, SPD
2. 1992–2001: Oskar Rink, SPD
3. 2002–2017: Josef Oster, CDU
4. seit 2017: Rainer Lindner (kommissarisch)